# Nuevo Arraiján
Nuevo Arraiján es una localidad del corregimiento de Juan Demóstenes Arosemena en el distrito de Arraiján,  provincia de Panamá Oeste, Panamá. La localidad tiene 26,298 habitantes (2008).
Nuevo Arraiján fue también el nombre del corregimiento Juan Demóstenes Arosemena desde su fundación en 1930 hasta 1960.

## Fuente
- World Gazeteer: Panamá – World-Gazetteer.com

- Datos: Q7068660